# Lycosa
Genre
Synonymes
- Allohogna Roewer, 1955
- Foxicosa Roewer, 1960
- Ishicosa Roewer, 1960
- Mimohogna Roewer, 1960

Lycosa est un genre d'araignées aranéomorphes de la famille des Lycosidae.

## Distribution
Les espèces de ce genre se rencontrent sur tous les continents sauf aux pôles.

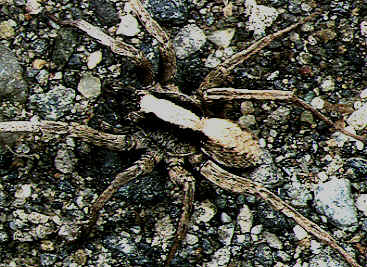
Lycosa coelestis

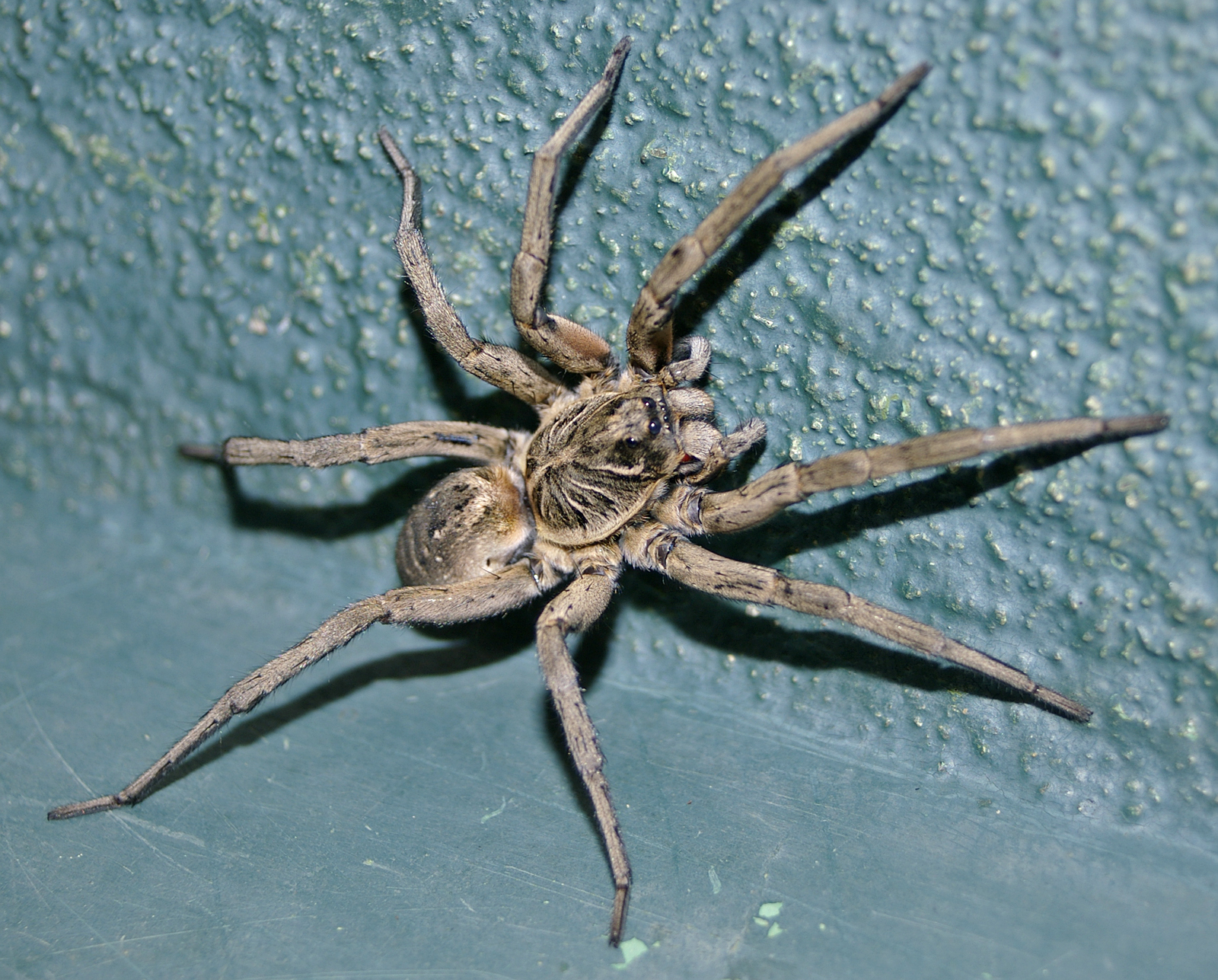
Lycosa leuckarti

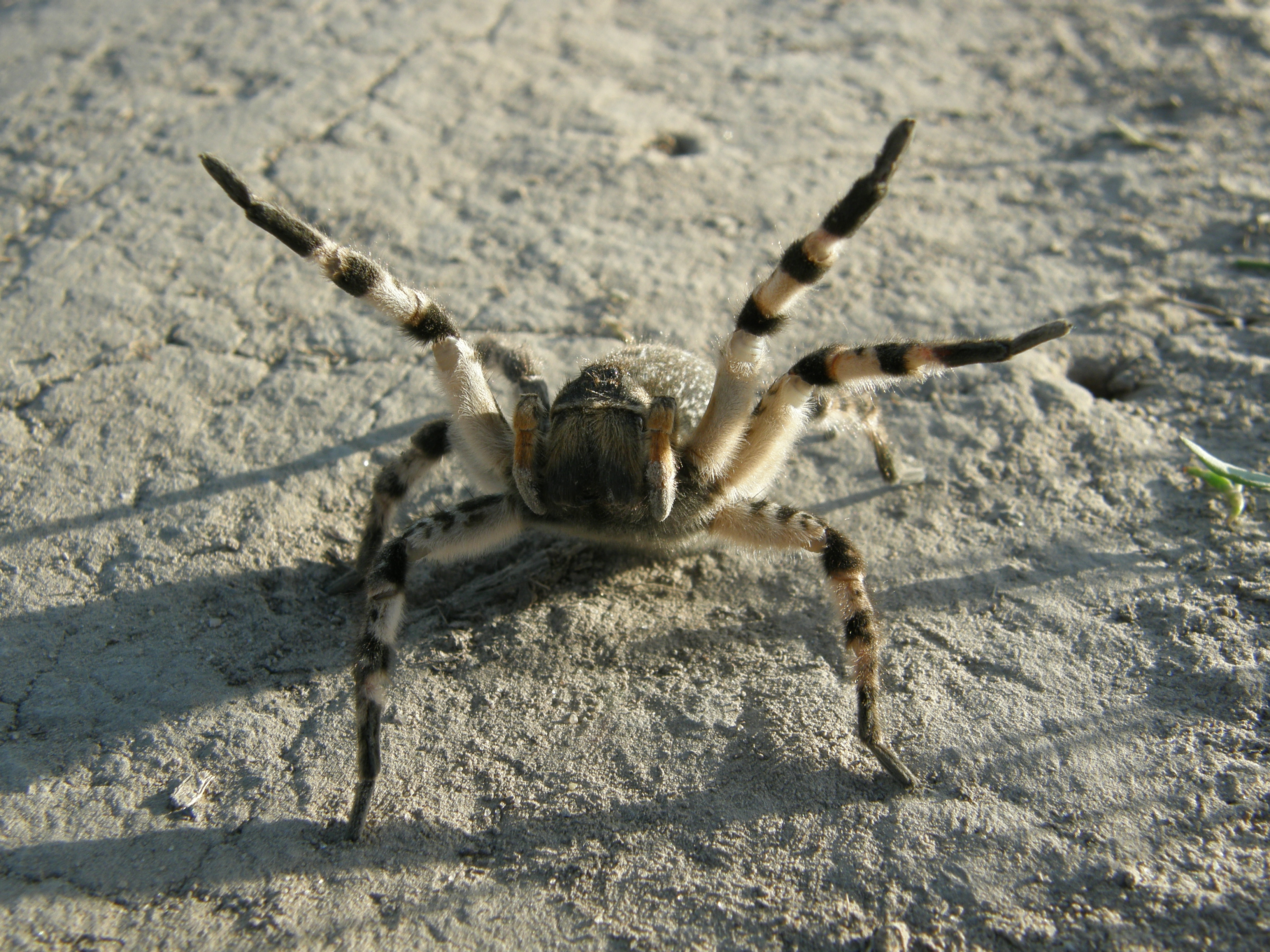
Lycosa singoriensis

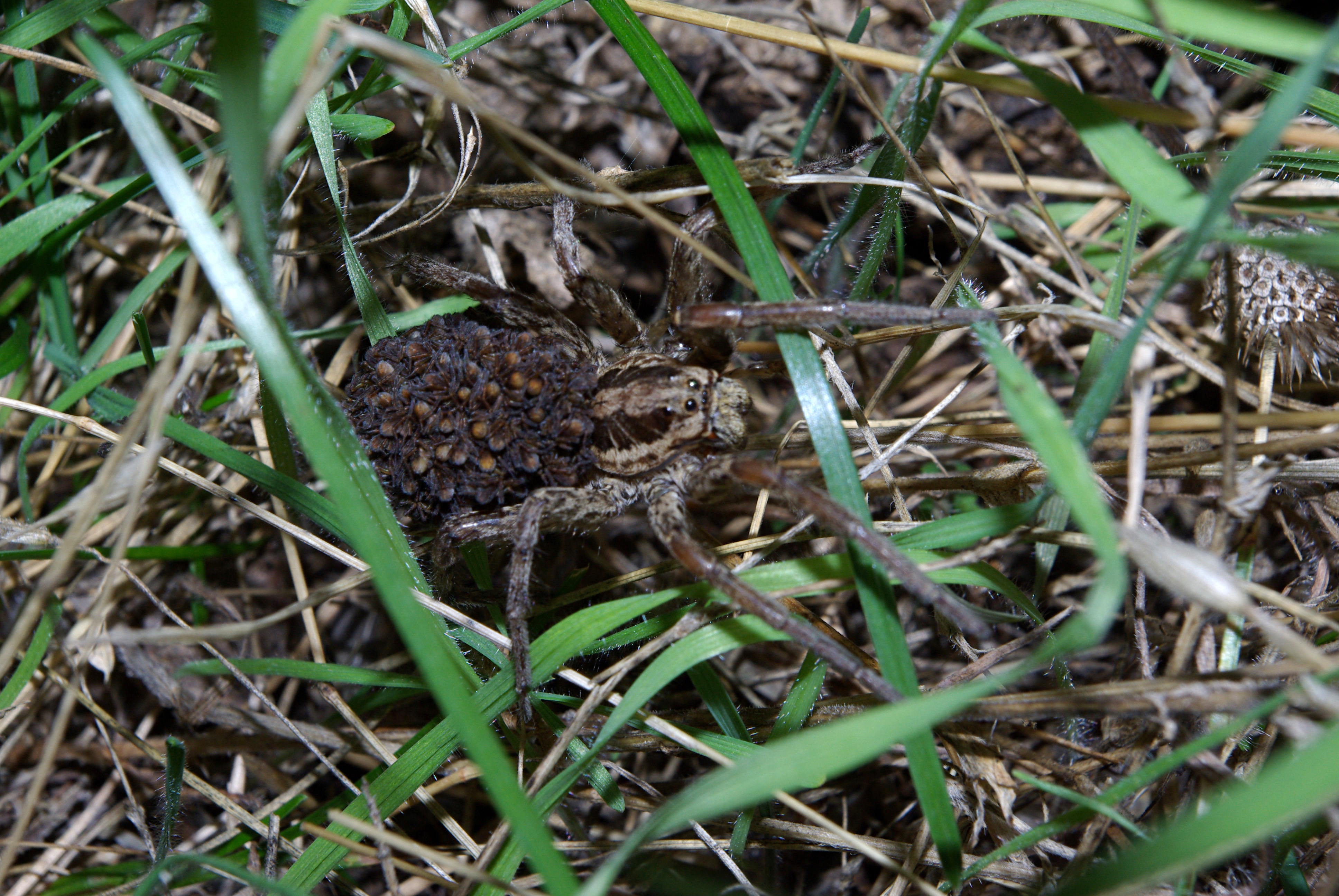
Lycosa tarantula

## Liste des espèces
Selon World Spider Catalog (version 26, 04/04/2025) :
- Lycosa abidae Sherwood, 2025
- Lycosa abnormis Guy, 1966
- Lycosa accurata (Becker, 1886)
- Lycosa adusta Banks, 1898
- Lycosa affinis Lucas, 1846
- Lycosa apacha Chamberlin, 1925
- Lycosa approximata (O. Pickard-Cambridge, 1885)
- Lycosa aragogi Nadolny & Zamani, 2017
- Lycosa arambagensis B. Biswas & K. Biswas, 1992
- Lycosa ariadnae McKay, 1979
- Lycosa articulata Costa, 1875
- Lycosa aurea Hogg, 1896
- Lycosa auroguttata (Keyserling, 1891)
- Lycosa australicola (Strand, 1913)
- Lycosa australis Simon, 1884
- Lycosa balaramai Patel & Reddy, 1993
- Lycosa barnesi Gravely, 1924
- Lycosa baulnyi Simon, 1876
- Lycosa bedeli Simon, 1876
- Lycosa beihaiensis Yin, Bao & Zhang, 1995
- Lycosa bezzii Mello-Leitão, 1944
- Lycosa biolleyi Banks, 1909
- Lycosa bistriata Gravely, 1924
- Lycosa boninensis Tanaka, 1989
- Lycosa bonneti Guy & Carricaburu, 1967
- Lycosa brunnea F. O. Pickard-Cambridge, 1902
- Lycosa caenosa Rainbow, 1899
- Lycosa canescens Schenkel, 1963
- Lycosa capensis Simon, 1898
- Lycosa carbonelli Costa & Capocasale, 1984
- Lycosa carmichaeli Gravely, 1924
- Lycosa cerrofloresiana Petrunkevitch, 1925
- Lycosa chaperi Simon, 1885
- Lycosa choudhuryi Tikader & Malhotra, 1980
- Lycosa cingara (C. L. Koch, 1847)
- Lycosa coelestis L. Koch, 1878
- Lycosa connexa Roewer, 1960
- Lycosa contestata Montgomery, 1903
- Lycosa corallina McKay, 1974
- Lycosa coreana Paik, 1994
- Lycosa cowlei Hogg, 1896
- Lycosa cretacea Simon, 1898
- Lycosa dacica (Pavesi, 1898)
- Lycosa danjiangensis Yin, Zhao & Bao, 1997
- Lycosa dilatata F. O. Pickard-Cambridge, 1902
- Lycosa dimota Simon, 1909
- Lycosa discolor Walckenaer, 1837
- Lycosa elymaisa Zamani & Nadolny, 2022
- Lycosa emuncta Banks, 1898
- Lycosa erjianensis Yin & Zhao, 1996
- Lycosa erythrognatha Lucas, 1836
- Lycosa eutypa Chamberlin, 1925
- Lycosa falconensis Schenkel, 1953
- Lycosa fasciiventris Dufour, 1835
- Lycosa fernandezi (F. O. Pickard-Cambridge, 1899)
- Lycosa ferriculosa Chamberlin, 1919
- Lycosa formosana Saito, 1936
- Lycosa frigens (Kulczyński, 1916)
- Lycosa fuscana Pocock, 1901
- Lycosa futilis Banks, 1898
- Lycosa geotubalis Tikader & Malhotra, 1980
- Lycosa gesserit Armiach Steinpress, Cohen, Pétillon, Chipman & Gavish-Regev, 2022
- Lycosa gibsoni McKay, 1979
- Lycosa gigantea (Roewer, 1960)
- Lycosa gobiensis Schenkel, 1936
- Lycosa goliathus Pocock, 1901
- Lycosa grahami Fox, 1935
- Lycosa gravelyi Biswas & Raychaudhuri, 2014
- Lycosa guayaquiliana Mello-Leitão, 1939
- Lycosa hickmani (Roewer, 1955)
- Lycosa hildegardae Casanueva, 1980
- Lycosa hispanica (Walckenaer, 1837)
- Lycosa horrida (Keyserling, 1877)
- Lycosa howarthi Gertsch, 1973
- Lycosa hyraculus Armiach Steinpress, Cohen, Pétillon, Chipman & Gavish-Regev, 2022
- Lycosa illicita Gertsch, 1934
- Lycosa immanis L. Koch, 1879
- Lycosa impavida Walckenaer, 1837
- Lycosa implacida Nicolet, 1849
- Lycosa indagatrix Walckenaer, 1837
- Lycosa indomita Nicolet, 1849
- Lycosa infesta Walckenaer, 1837
- Lycosa injusta Banks, 1898
- Lycosa innocua Doleschall, 1859
- Lycosa inornata Blackwall, 1862
- Lycosa insulana (Bryant, 1923)
- Lycosa insularis Lucas, 1857
- Lycosa intermedialis Roewer, 1955
- Lycosa interstitialis (Strand, 1906)
- Lycosa inviolata Roewer, 1960
- Lycosa iranii Pocock, 1901
- Lycosa ishikariana (Saito, 1934)
- Lycosa isolata Bryant, 1940
- Lycosa jagadalpurensis Gajbe, 2004
- Lycosa japhlongensis Biswas & Raychaudhuri, 2014
- Lycosa kempi Gravely, 1924
- Lycosa koyuga McKay, 1979
- Lycosa labialis Mao & Song, 1985
- Lycosa labialisoides Peng, Yin, Zhang & Kim, 1997
- Lycosa laeta L. Koch, 1877
- Lycosa lambai Tikader & Malhotra, 1980
- Lycosa lativulva F. O. Pickard-Cambridge, 1902
- Lycosa lebakensis Doleschall, 1859
- Lycosa leucogastra Mello-Leitão, 1944
- Lycosa leucophaeoides (Roewer, 1951)
- Lycosa leucophthalma Mello-Leitão, 1940
- Lycosa leucotaeniata (Mello-Leitão, 1947)
- Lycosa liliputana Nicolet, 1849
- Lycosa longivulva F. O. Pickard-Cambridge, 1902
- Lycosa mackenziei Gravely, 1924
- Lycosa macrophthalma Nadolny & Zamani, 2020
- Lycosa madagascariensis Vinson, 1863
- Lycosa madani Pocock, 1901
- Lycosa magallanica Karsch, 1880
- Lycosa magnifica Hu, 2001
- Lycosa mahabaleshwarensis Tikader & Malhotra, 1980
- Lycosa masteri Pocock, 1901
- Lycosa matusitai Nakatsudi, 1943
- Lycosa maya Chamberlin, 1925
- Lycosa mexicana Banks, 1898
- Lycosa minae (Dönitz & Strand, 1906)
- Lycosa mordax Walckenaer, 1837
- Lycosa moulmeinensis Gravely, 1924
- Lycosa mukana Roewer, 1960
- Lycosa munieri Simon, 1876
- Lycosa muntea (Roewer, 1960)
- Lycosa niceforoi Mello-Leitão, 1941
- Lycosa nigricans Butt, Anwar & Tahir, 2006
- Lycosa nigromarmorata Mello-Leitão, 1941
- Lycosa nigropunctata Rainbow, 1915
- Lycosa nigrotaeniata Mello-Leitão, 1941
- Lycosa nigrotibialis Simon, 1884
- Lycosa nordenskjoldi Tullgren, 1905
- Lycosa oculata Simon, 1876
- Lycosa pachana Pocock, 1898
- Lycosa palliata Roewer, 1960
- Lycosa pampeana Holmberg, 1876
- Lycosa paranensis Holmberg, 1876
- Lycosa parvipudens Karsch, 1881
- Lycosa patagonica Simon, 1886
- Lycosa pavlovi Schenkel, 1953
- Lycosa perkinsi Simon, 1904
- Lycosa perspicua Roewer, 1960
- Lycosa philadelphiana Walckenaer, 1837
- Lycosa phipsoni Pocock, 1899
- Lycosa pia (Bösenberg & Strand, 1906)
- Lycosa picta Biswas & Raychaudhuri, 2014
- Lycosa pictipes (Keyserling, 1891)
- Lycosa pictula Pocock, 1901
- Lycosa pintoi Mello-Leitão, 1931
- Lycosa piochardi Simon, 1876
- Lycosa poliostoma (C. L. Koch, 1847)
- Lycosa poonaensis Tikader & Malhotra, 1980
- Lycosa porteri Simon, 1904
- Lycosa praegrandis C. L. Koch, 1836
- Lycosa praestans Roewer, 1960
- Lycosa proletarioides Mello-Leitão, 1941
- Lycosa prolifica Pocock, 1901
- Lycosa pulchella (Thorell, 1881)
- Lycosa punctiventralis (Roewer, 1951)
- Lycosa quadrimaculata Lucas, 1858
- Lycosa rimicola Purcell, 1903
- Lycosa rufisterna Schenkel, 1953
- Lycosa russea Schenkel, 1953
- Lycosa sabulosa (O. Pickard-Cambridge, 1885)
- Lycosa salifodina McKay, 1976
- Lycosa salvadorensis Kraus, 1955
- Lycosa separata (Roewer, 1960)
- Lycosa septembris (Strand, 1906)
- Lycosa sericovittata Mello-Leitão, 1939
- Lycosa serranoa Tullgren, 1901
- Lycosa shahapuraensis Gajbe, 2004
- Lycosa shaktae Bhandari & Gajbe, 2001
- Lycosa shansia (Hogg, 1912)
- Lycosa shillongensis Tikader & Malhotra, 1980
- Lycosa signata Lenz, 1886
- Lycosa signiventris Banks, 1909
- Lycosa sigridae (Strand, 1917)
- Lycosa similis Banks, 1892
- Lycosa singoriensis (Laxmann, 1770)
- Lycosa soboutii Shafaie, Nadolny & Mirshamsi, 2022
- Lycosa sochoi Mello-Leitão, 1947
- Lycosa storeniformis Simon, 1909
- Lycosa subfusca F. O. Pickard-Cambridge, 1902
- Lycosa suboculata Guy, 1966
- Lycosa suzukii Kishida, 1960
- Lycosa sylvatica (Roewer, 1951)
- Lycosa tarantula (Linnaeus, 1758)
- Lycosa tarantuloides Perty, 1833
- Lycosa tasmanicola Roewer, 1960
- Lycosa teranganicola (Strand, 1911)
- Lycosa terrestris Butt, Anwar & Tahir, 2006
- Lycosa tetrophthalma Mello-Leitão, 1939
- Lycosa thoracica Patel & Reddy, 1993
- Lycosa tista Tikader, 1970
- Lycosa transversa F. O. Pickard-Cambridge, 1902
- Lycosa trichopus (Roewer, 1960)
- Lycosa tula (Strand, 1913)
- Lycosa u-album Mello-Leitão, 1938
- Lycosa uzbekistanica Logunov, 2023
- Lycosa vachoni Guy, 1966
- Lycosa vellutina Mello-Leitão, 1941
- Lycosa ventralis F. O. Pickard-Cambridge, 1902
- Lycosa vittata Yin, Bao & Zhang, 1995
- Lycosa wadaiensis Roewer, 1960
- Lycosa wangi Yin, Peng & Wang, 1996
- Lycosa woonda McKay, 1979
- Lycosa wroughtoni Pocock, 1899
- Lycosa wulsini Fox, 1935
- Lycosa yalkara McKay, 1979
- Lycosa yerburyi Pocock, 1901
- Lycosa yizhangensis Yin, Peng & Wang, 1996
- Lycosa yunnanensis Yin, Peng & Wang, 1996

Selon World Spider Catalog (version 23.5, 2023) :
- † Lycosa florissanti Petrunkevitch, 1922
- † Lycosa lithographica Schawaller & Ono, 1979
- † Lycosa malleata Zhang, Sun & Zhang, 1994
- † Lycosa miocaena Schawaller & Ono, 1979
- † Lycosa subterranea Zhang, Sun & Zhang, 1994

Lycosa alba Franganillo, 1913, Lycosa alba fulva Franganillo, 1913, Lycosa albata Nicolet, 1849, Lycosa albidorsa Kolenati, 1857, Lycosa albipunctata Walckenaer, 1841, Lycosa albonigra Franganillo, 1913, Lycosa chikatunovi Kononenko & Andreeva, 1978, Lycosa clarissa Roewer, 1951, Lycosa fuliginosa Nicolet, 1849, Lycosa garavutinica Kononenko, 1978, Lycosa granatensis Franganillo, 1925, Lycosa grisea Risso, 1826, Lycosa guillouana Walckenaer, 1847, Lycosa helva Blackwall, 1865, Lycosa intrepida Walckenaer, 1837, Lycosa irrorata Walckenaer, 1837, Lycosa isoscelica Franganillo, 1913, Lycosa lanceolata Franganillo, 1913, Lycosa laperousi Walckenaer, 1837, Lycosa lehuillana Walckenaer, 1847, Lycosa leireana Franganillo, 1918, Lycosa lupulina C. L. Koch, 1837, Lycosa malacensis Franganillo, 1926, Lycosa minima Mello-Leitão, 1930, Lycosa nautica Walckenaer, 1837, Lycosa neptunus (Rainbow, 1896), Lycosa permiana Scheffer, 1905, Lycosa salaziana Vinson, 1863, Lycosa spiniformis Franganillo, 1926, Lycosa spinipes (Rainbow, 1896), Lycosa virgulata Franganillo, 1920, Lycosa vulcani Vinson, 1863 sont des nomina dubia.

## Systématique et taxinomie
Ce genre a été décrit par Latreille en 1804.
Allohogna et Mimohogna ont été placés en synonymie par Fuhn et Niculescu-Burlacu en 1971.
Ishicosa a été placé en synonymie par Ono et Shinkai en 1988.
Foxicosa a été placé en synonymie par Chen et Gao en 1990.

## Publication originale
- Latreille, 1804 : « Tableau méthodique des Insectes. » Nouveau Dictionnaire d'Histoire Naturelle, Paris, vol. 24, p. 129-295.